# Horia Hulubei

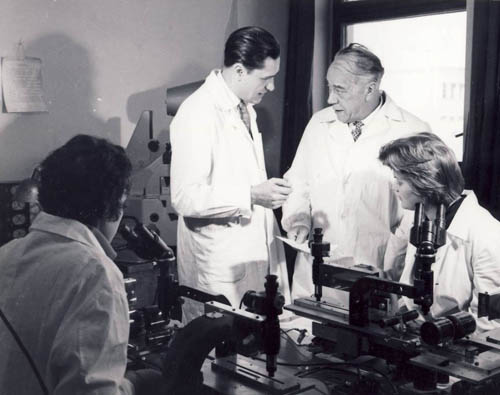
Horia Hulubei în laborator

Horia Hulubei (n. 15 noiembrie 1896, Iași, România – d. 22 noiembrie 1972, București, România) a fost un fizician român, membru titular al Academiei Române.

## Biografie
Studiile superioare, pe care le începuse în 1915, la terminarea liceului, sunt întrerupte de intrarea în război a României. Participă, având gradul de sublocotenent, la bătălia de la Mărășești. Face parte din grupul de tineri trimiși de șeful misiunii militare franceze în România, generalul Berthelot pentru a deveni piloți militari. Participă în calitate de pilot de vânătoare la operațiunile de pe frontul de Vest, fiind rănit și decorat cu ordinul Legiunii de Onoare
În 1922 își reia studiile obținând în 1926 licența în științe fizico-chimice. Se dedică învățământului, devenind pe rând, preparator, apoi asistent la catedra de chimie fizică a Universității din Iași. Lucrează ca cercetător cu întreruperi, între anii 1927–1938, în Laboratorul de Chimie Fizică de la Sorbona, Paris, condus în acea perioadă de savantul Jean Perrin.
În 1933, își ia doctoratul în fizică la Paris, ajungând director de cercetări la Universitatea din Paris. Horia Hulubei activează susținut în țară, fiind, pe rând, conferențiar, profesor, la universitățile din Iași și apoi București, unde, pe lângă intensa muncă de cercetare științifică, are o foarte bogată activitate de cercetare și organizare a Institutului de Fizică a Academiei Române, creat la 1 septembrie 1949 și pe care îl conduce până în anul 1965, când trece la conducerea Institutului de Fizică Atomică, atunci nou creat.
În perioada 1941-1944, profesorul Horia Hulubei a deținut funcția de rector al Universității din București.
Una dintre satisfacțiile mele cele mai mari este că, prin înființarea Institutului de Fizică Atomică, s-a realizat posibilitatea de a se crește în țară cadre de fizicieni eminenți — dintre care mulți au lucrări deja cunoscute în lume, aducând prestigiu științei românești și asigurând schimbul de mâine în acest sector. Ei realizează un aport însemnat, pentru economia țării, prin lucrările lor. – Horia Hulubei.
Pentru meritele sale, Hulubei a primit numeroase distincții științifice atât din țară cât și din străinătate, fiind, în același timp, membru a numeroase academii și societăți științifice de prestigiu, naționale și internaționale.
A fost membru corespondent al Academiei de Științe din România începând cu 21 decembrie 1935, membru titular începând cu 3 iunie 1941 și președintele secției a II-a fizică a Academiei de Științe din România. A fost ales membru corespondent al Academiei Române pe 26 mai 1937, iar pe 27 mai 1946 este ales membru titular. În 1948 este îndepărtat din Academie, dar în 2 iulie 1955 este repus în drepturi.
Fratele său, Dan Hulubei (1899-1964), s-a remarcat ca om de știință, matematician, doctor în știință al Universității din Nancy, Franța. A profesat la Iași, Cernăuți, Galați, București.

## Contribuțiile sale în fizică
Horia Hulubei a format generații de specialiști în fizica atomică și nucleară. În același timp, el s-a distins și prin importante descoperiri științifice. Astfel, a obținut — primul în lume — spectre de raze X în gaze. În acest scop, el și-a construit un spectrometru special, de concepție proprie. Savantul român are contribuții importante și în fizica neutronilor, în studiul elementelor transuraniene, în studiul reacțiilor nucleare, mai ales în ce privește interacțiile nucleare la energii joase, medii și înalte. A studiat, de asemenea, dezintegrarea mezonilor.

## Distincții
- Ordinul „Coroana României” în gradul de Mare Ofițer (7 noiembrie 1941)[14]
- Ordinul „Meritul Cultural” în gradul de Cavaler cl. I, pentru știință (23 septembrie 1942)[15]
- Ordinul Muncii clasa I (11 decembrie 1956) „pentru îndelungată și valoroasă activitate științifică, cu prilejul împlinirii a 60 ani de la naștere”[16]
- Ordinul „Steaua Republicii Populare Romîne” clasa a III-a (12 august 1959) „pentru activitate rodnică în dezvoltarea științei și culturii din Republica Populară Romînă”[17]
- titlul de Om de Știință Emerit al Republicii Populare Romîne (18 august 1964) „pentru merite deosebite în activitatea științifică”[18]
- Ordinul „Meritul Științific” clasa I (26 septembrie 1966) „pentru merite deosebite în activitatea științifică, cu prilejul Centenarului Academiei Republicii Socialiste România”[19]
- titlul de Erou al Muncii Socialiste și medalia de aur „Secera și ciocanul” (4 mai 1971) „cu prilejul aniversării a 50 de ani de la constituirea Partidului Comunist Român, [...] pentru merite deosebite în domeniul științei, artei și culturii”[20]

## Lucrări publicate
- Curs de chimie fizică (1940)
- Spectroscopia X (1948)
- Structura materiei (1950)